# Geospiza
Geospiza là một chi chim trong họ Thraupidae.
Tất cả các loài trong chi đều là loài đặc hữu của quần đảo Galápagos. Cùng với các chi có liên quan, chúng được gọi chung là sẻ Darwin. Mặc dù trước đây, chúng được xếp vào họ chim đuôi dài và chim sẻ Mỹ Emberizidae, những nghiên cứu gần đây cho thấy chúng thuộc họ chim sẻ.

## Các loài
- Geospiza magnirostris Gould, 1837
- Geospiza fortis Gould, 1837
- Geospiza fuliginosa Gould, 1837
- Geospiza difficilis Sharpe, 1888
- Geospiza scandens (Gould, 1837)
- Geospiza conirostris Ridgway, 1890

## Hình ảnh

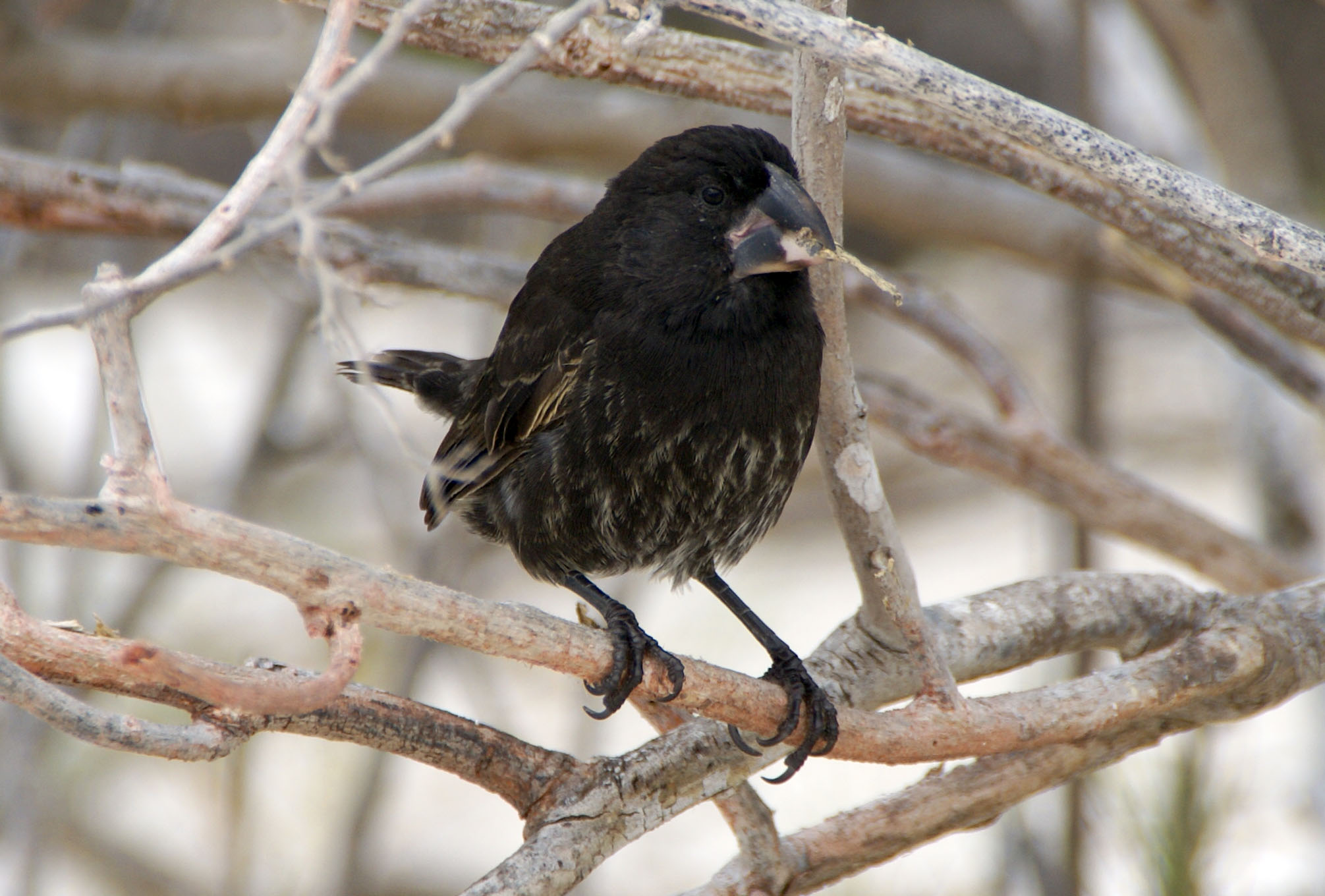
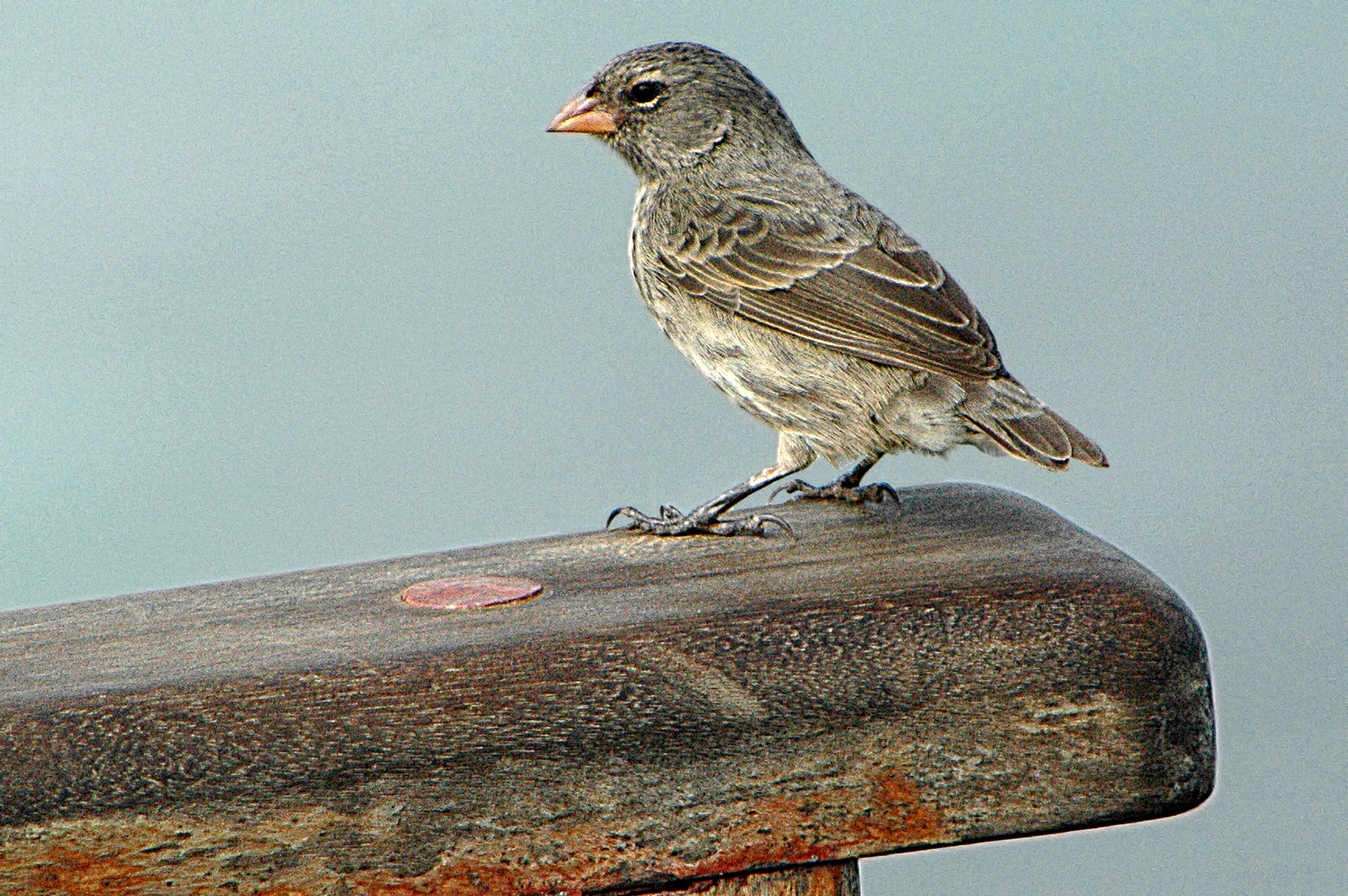
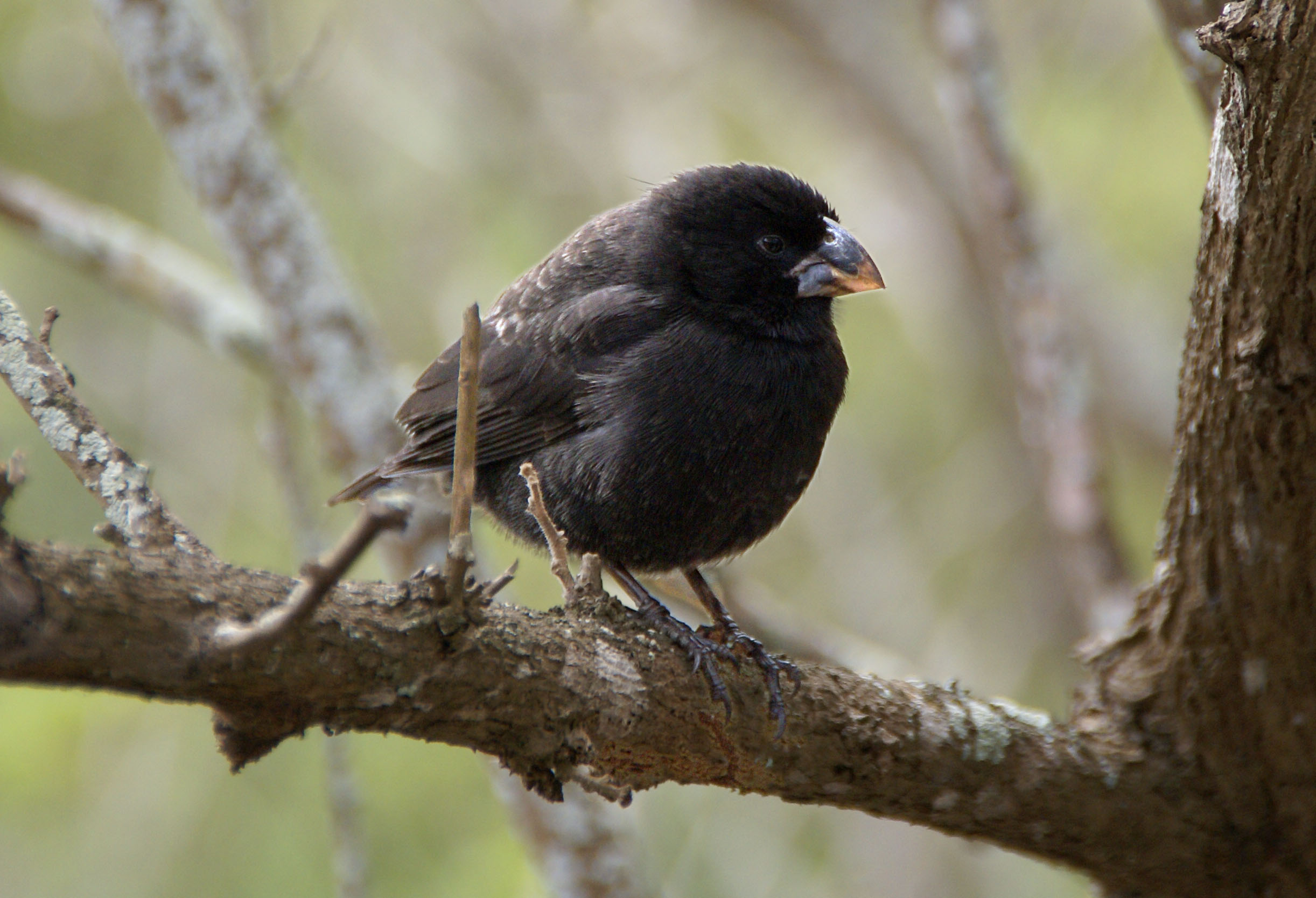
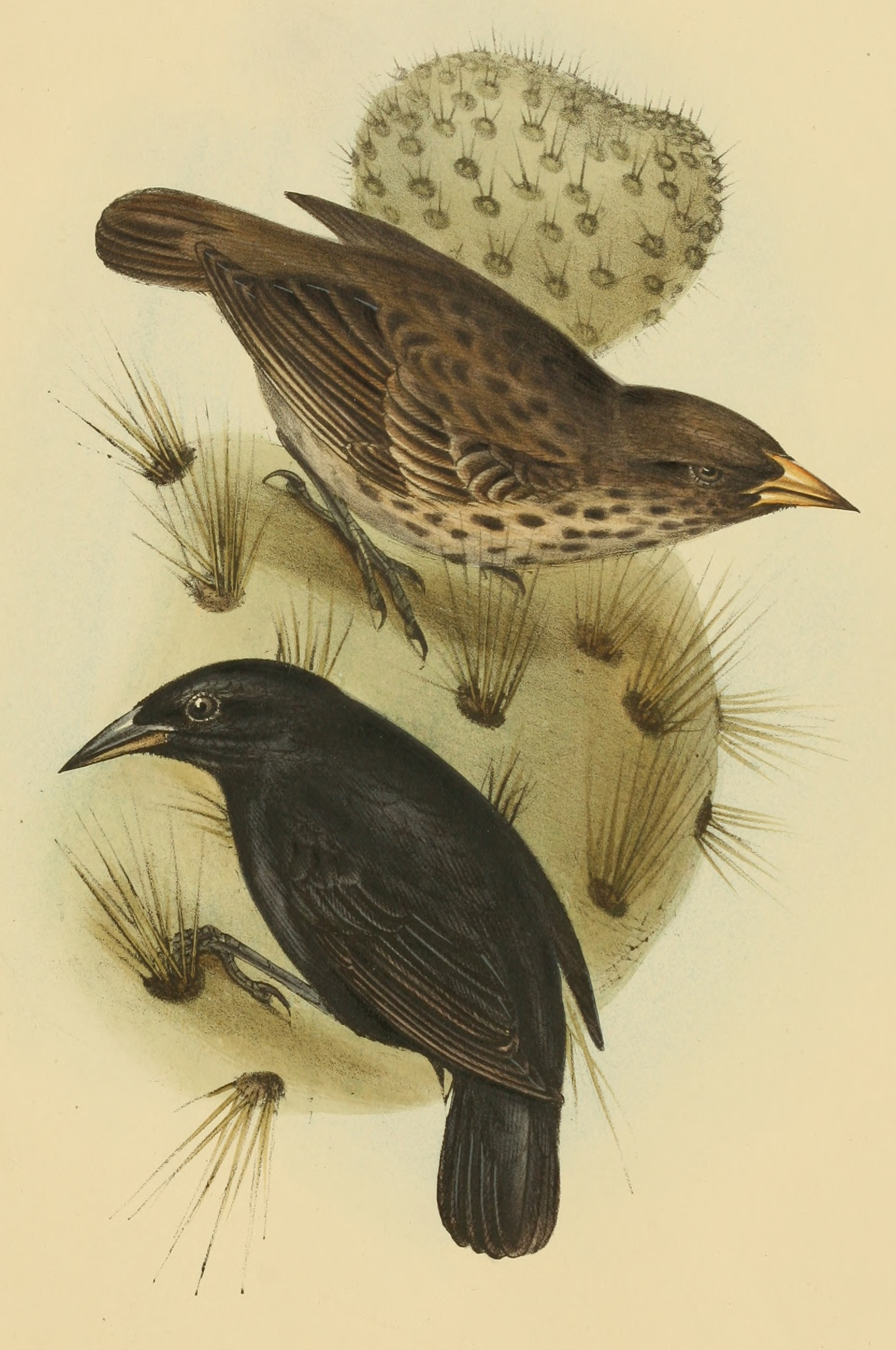
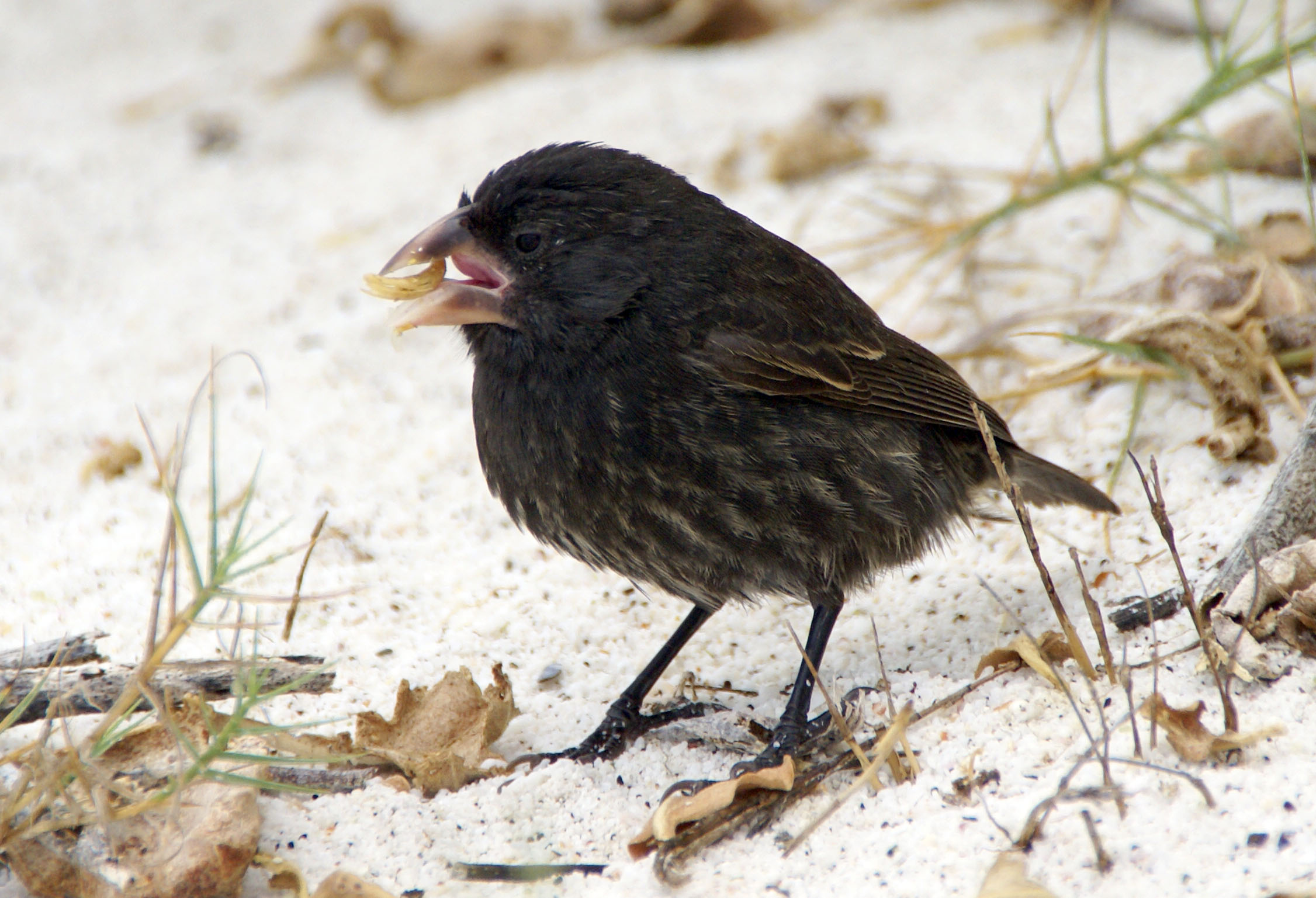